# Li Zhuhong
Li Zhuhong, född 22 oktober 1983, är en friidrottare från Kina. Han deltog vid olympiska sommarspelen 2004 och olympiska sommarspelen 2008.